# Tournoi d'Australie de rugby à sept 2016
Navigation
2014 2017
Le tournoi d'Australie de rugby à sept 2016 est la quatrième étape la saison 2015-2016 du World Rugby Sevens Series. Elle se déroule les 6 et 7 février 2016 au Sydney Football Stadium  à Sydney, en Australie. L'équipe de Nouvelle-Zélande gagne le tournoi en battant en finale l'équipe d'Australie sur le score de 27 à 24,.

## Équipes participantes
Seize équipes participent au tournoi (quinze équipes qualifiées d'office plus une invitée) :
- Afrique du Sud
- Angleterre
- Argentine
- Australie
- Canada
- Écosse
- États-Unis
- France
- Fidji
- Pays de Galles
- Kenya
- Nouvelle-Zélande
- Portugal
- Russie
- Samoa
- Japon (invitée)

## Phase de poules
Résultats de la phase de poules

### Poule A
| Rang | Pays             | J | V | N | D | Pm | Pe | Diff | Pts |
| ---- | ---------------- | - | - | - | - | -- | -- | ---- | --- |
| 1    | Nouvelle-Zélande | 3 | 2 | 1 | 0 | 84 | 34 | +50  | 8   |
| 2    | Australie        | 3 | 2 | 1 | 0 | 67 | 36 | +31  | 8   |
| 3    | Portugal         | 3 | 1 | 0 | 2 | 38 | 81 | -43  | 5   |
| 4    | Canada           | 3 | 0 | 0 | 3 | 41 | 79 | -38  | 3   |

| 6 février 2016 13 h 12 UTC+10:00 | Nouvelle-Zélande | 27 - 12 | Canada | Sydney Football Stadium, Sydney |
| 6 février 2016 13 h 12 UTC+10:00 |                  |         |        | Sydney Football Stadium, Sydney |
| 6 février 2016 13 h 12 UTC+10:00 |                  |         |        | Sydney Football Stadium, Sydney |

| 6 février 2016 13 h 34 UTC+10:00 | Australie | 24 - 7 | Portugal | Sydney Football Stadium, Sydney |
| 6 février 2016 13 h 34 UTC+10:00 |           |        |          | Sydney Football Stadium, Sydney |
| 6 février 2016 13 h 34 UTC+10:00 |           |        |          | Sydney Football Stadium, Sydney |

| 6 février 2016 17 h 10 UTC+10:00 | Nouvelle-Zélande | 40 - 5 | Portugal | Sydney Football Stadium, Sydney |
| 6 février 2016 17 h 10 UTC+10:00 |                  |        |          | Sydney Football Stadium, Sydney |
| 6 février 2016 17 h 10 UTC+10:00 |                  |        |          | Sydney Football Stadium, Sydney |

| 6 février 2016 17 h 32 UTC+10:00 | Australie | 26 - 12 | Canada | Sydney Football Stadium, Sydney |
| 6 février 2016 17 h 32 UTC+10:00 |           |         |        | Sydney Football Stadium, Sydney |
| 6 février 2016 17 h 32 UTC+10:00 |           |         |        | Sydney Football Stadium, Sydney |

| 6 février 2016 21 h 03 UTC+10:00 | Nouvelle-Zélande | 17 - 17 | Australie | Sydney Football Stadium, Sydney |
| 6 février 2016 21 h 03 UTC+10:00 |                  |         |           | Sydney Football Stadium, Sydney |
| 6 février 2016 21 h 03 UTC+10:00 |                  |         |           | Sydney Football Stadium, Sydney |

| 6 février 2016 20 h 41 UTC+10:00 | Canada | 17 - 26 | Portugal | Sydney Football Stadium, Sydney |
| 6 février 2016 20 h 41 UTC+10:00 |        |         |          | Sydney Football Stadium, Sydney |
| 6 février 2016 20 h 41 UTC+10:00 |        |         |          | Sydney Football Stadium, Sydney |

### Poule B
| Rang | Pays           | J | V | N | D | Pm | Pe  | Diff | Pts |
| ---- | -------------- | - | - | - | - | -- | --- | ---- | --- |
| 1    | Afrique du Sud | 3 | 3 | 0 | 0 | 99 | 26  | +73  | 9   |
| 2    | Kenya          | 3 | 2 | 0 | 1 | 60 | 50  | +10  | 7   |
| 3    | Écosse         | 3 | 1 | 0 | 2 | 61 | 55  | +6   | 5   |
| 4    | Russie         | 3 | 0 | 0 | 3 | 15 | 104 | -89  | 3   |

| 6 février 2016 11 h 44 UTC+10:00 | Afrique du Sud | 33 - 7 | Écosse | Sydney Football Stadium, Sydney |
| 6 février 2016 11 h 44 UTC+10:00 |                |        |        | Sydney Football Stadium, Sydney |
| 6 février 2016 11 h 44 UTC+10:00 |                |        |        | Sydney Football Stadium, Sydney |

| 6 février 2016 12 h 06 UTC+10:00 | Kenya | 24 - 10 | Russie | Sydney Football Stadium, Sydney |
| 6 février 2016 12 h 06 UTC+10:00 |       |         |        | Sydney Football Stadium, Sydney |
| 6 février 2016 12 h 06 UTC+10:00 |       |         |        | Sydney Football Stadium, Sydney |

| 6 février 2016 15 h 02 UTC+10:00 | Afrique du Sud | 40 - 0 | Russie | Sydney Football Stadium, Sydney |
| 6 février 2016 15 h 02 UTC+10:00 |                |        |        | Sydney Football Stadium, Sydney |
| 6 février 2016 15 h 02 UTC+10:00 |                |        |        | Sydney Football Stadium, Sydney |

| 6 février 2016 15 h 24 UTC+10:00 | Kenya | 17 - 14 | Écosse | Sydney Football Stadium, Sydney |
| 6 février 2016 15 h 24 UTC+10:00 |       |         |        | Sydney Football Stadium, Sydney |
| 6 février 2016 15 h 24 UTC+10:00 |       |         |        | Sydney Football Stadium, Sydney |

| 6 février 2016 19 h 05 UTC+10:00 | Afrique du Sud | 26 - 19 | Kenya | Sydney Football Stadium, Sydney |
| 6 février 2016 19 h 05 UTC+10:00 |                |         |       | Sydney Football Stadium, Sydney |
| 6 février 2016 19 h 05 UTC+10:00 |                |         |       | Sydney Football Stadium, Sydney |

| 6 février 2016 18 h 43 UTC+10:00 | Écosse | 40 - 5 | Russie | Sydney Football Stadium, Sydney |
| 6 février 2016 18 h 43 UTC+10:00 |        |        |        | Sydney Football Stadium, Sydney |
| 6 février 2016 18 h 43 UTC+10:00 |        |        |        | Sydney Football Stadium, Sydney |

### Poule C
| Rang | Pays      | J | V | N | D | Pm | Pe | Diff | Pts |
| ---- | --------- | - | - | - | - | -- | -- | ---- | --- |
| 1    | Fidji     | 3 | 3 | 0 | 0 | 99 | 19 | +80  | 9   |
| 2    | Argentine | 3 | 2 | 0 | 1 | 45 | 38 | +7   | 7   |
| 3    | Samoa     | 3 | 1 | 0 | 2 | 41 | 59 | -18  | 5   |
| 4    | France    | 3 | 0 | 0 | 3 | 26 | 95 | -69  | 3   |

| 6 février 2016 11 h 00 UTC+10:00 | Fidji | 31 - 0 | Samoa | Sydney Football Stadium, Sydney |
| 6 février 2016 11 h 00 UTC+10:00 |       |        |       | Sydney Football Stadium, Sydney |
| 6 février 2016 11 h 00 UTC+10:00 |       |        |       | Sydney Football Stadium, Sydney |

| 6 février 2016 11 h 22 UTC+10:00 | Argentine | 17 - 7 | France | Sydney Football Stadium, Sydney |
| 6 février 2016 11 h 22 UTC+10:00 |           |        |        | Sydney Football Stadium, Sydney |
| 6 février 2016 11 h 22 UTC+10:00 |           |        |        | Sydney Football Stadium, Sydney |

| 6 février 2016 14 h 18 UTC+10:00 | Fidji | 49 - 5 | France | Sydney Football Stadium, Sydney |
| 6 février 2016 14 h 18 UTC+10:00 |       |        |        | Sydney Football Stadium, Sydney |
| 6 février 2016 14 h 18 UTC+10:00 |       |        |        | Sydney Football Stadium, Sydney |

| 6 février 2016 14 h 40 UTC+10:00 | Argentine | 14 - 12 | Samoa | Sydney Football Stadium, Sydney |
| 6 février 2016 14 h 40 UTC+10:00 |           |         |       | Sydney Football Stadium, Sydney |
| 6 février 2016 14 h 40 UTC+10:00 |           |         |       | Sydney Football Stadium, Sydney |

| 6 février 2016 18 h 21 UTC+10:00 | Fidji | 19 - 14 | Argentine | Sydney Football Stadium, Sydney |
| 6 février 2016 18 h 21 UTC+10:00 |       |         |           | Sydney Football Stadium, Sydney |
| 6 février 2016 18 h 21 UTC+10:00 |       |         |           | Sydney Football Stadium, Sydney |

| 6 février 2016 17 h 59 UTC+10:00 | Samoa | 29 - 14 | France | Sydney Football Stadium, Sydney |
| 6 février 2016 17 h 59 UTC+10:00 |       |         |        | Sydney Football Stadium, Sydney |
| 6 février 2016 17 h 59 UTC+10:00 |       |         |        | Sydney Football Stadium, Sydney |

### Poule D
| Rang | Pays           | J | V | N | D | Pm | Pe | Diff | Pts |
| ---- | -------------- | - | - | - | - | -- | -- | ---- | --- |
| 1    | Angleterre     | 3 | 3 | 0 | 0 | 64 | 24 | +40  | 9   |
| 2    | États-Unis     | 3 | 2 | 0 | 1 | 89 | 34 | +55  | 7   |
| 3    | Pays de Galles | 3 | 1 | 0 | 2 | 31 | 84 | -53  | 5   |
| 4    | Japon          | 3 | 0 | 0 | 3 | 43 | 85 | -42  | 3   |

| 6 février 2016 12 h 28 UTC+10:00 | Angleterre | 26 - 5 | Japon | Sydney Football Stadium, Sydney |
| 6 février 2016 12 h 28 UTC+10:00 |            |        |       | Sydney Football Stadium, Sydney |
| 6 février 2016 12 h 28 UTC+10:00 |            |        |       | Sydney Football Stadium, Sydney |

| 6 février 2016 12 h 50 UTC+10:00 | États-Unis | 42 - 0 | Pays de Galles | Sydney Football Stadium, Sydney |
| 6 février 2016 12 h 50 UTC+10:00 |            |        |                | Sydney Football Stadium, Sydney |
| 6 février 2016 12 h 50 UTC+10:00 |            |        |                | Sydney Football Stadium, Sydney |

| 6 février 2016 16 h 26 UTC+10:00 | Angleterre | 21 - 5 | Pays de Galles | Sydney Football Stadium, Sydney |
| 6 février 2016 16 h 26 UTC+10:00 |            |        |                | Sydney Football Stadium, Sydney |
| 6 février 2016 16 h 26 UTC+10:00 |            |        |                | Sydney Football Stadium, Sydney |

| 6 février 2016 16 h 48 UTC+10:00 | États-Unis | 33 - 17 | Japon | Sydney Football Stadium, Sydney |
| 6 février 2016 16 h 48 UTC+10:00 |            |         |       | Sydney Football Stadium, Sydney |
| 6 février 2016 16 h 48 UTC+10:00 |            |         |       | Sydney Football Stadium, Sydney |

| 6 février 2016 20 h 19 UTC+10:00 | Angleterre | 17 - 14 | États-Unis | Sydney Football Stadium, Sydney |
| 6 février 2016 20 h 19 UTC+10:00 |            |         |            | Sydney Football Stadium, Sydney |
| 6 février 2016 20 h 19 UTC+10:00 |            |         |            | Sydney Football Stadium, Sydney |

| 6 février 2016 19 h 57 UTC+10:00 | Japon | 21 - 26 | Pays de Galles | Sydney Football Stadium, Sydney |
| 6 février 2016 19 h 57 UTC+10:00 |       |         |                | Sydney Football Stadium, Sydney |
| 6 février 2016 19 h 57 UTC+10:00 |       |         |                | Sydney Football Stadium, Sydney |

## Phase finale
Résultats de la phase finale.

### Tournois principaux

#### Cup
|  | Quarts de finale                   | Quarts de finale                   |                                    |                                    | Demi-finales                       | Demi-finales                       |   |  | Finale                             | Finale                             |
|  | Quarts de finale                   | Quarts de finale                   |                                    |                                    | Demi-finales                       | Demi-finales                       |   |  | Finale                             | Finale                             |
|  |                                    |                                    |                                    |                                    |                                    |                                    |   |  |                                    |                                    |
|  | 7 février 2016 - 11 h 35 UTC+10:00 | 7 février 2016 - 11 h 35 UTC+10:00 |                                    |                                    | 7 février 2016 - 15 h 57 UTC+10:00 | 7 février 2016 - 15 h 57 UTC+10:00 |   |  | 7 février 2016 - 19 h 04 UTC+10:00 | 7 février 2016 - 19 h 04 UTC+10:00 |
|  | 7 février 2016 - 11 h 35 UTC+10:00 | 7 février 2016 - 11 h 35 UTC+10:00 |                                    |                                    | 7 février 2016 - 15 h 57 UTC+10:00 | 7 février 2016 - 15 h 57 UTC+10:00 |   |  | 7 février 2016 - 19 h 04 UTC+10:00 | 7 février 2016 - 19 h 04 UTC+10:00 |
|  | Nouvelle-Zélande                   | 24                                 |                                    |                                    | 7 février 2016 - 15 h 57 UTC+10:00 | 7 février 2016 - 15 h 57 UTC+10:00 |   |  | 7 février 2016 - 19 h 04 UTC+10:00 | 7 février 2016 - 19 h 04 UTC+10:00 |
|  | Nouvelle-Zélande                   | 24                                 |                                    |                                    | 7 février 2016 - 15 h 57 UTC+10:00 | 7 février 2016 - 15 h 57 UTC+10:00 |   |  | 7 février 2016 - 19 h 04 UTC+10:00 | 7 février 2016 - 19 h 04 UTC+10:00 |
|  | États-Unis                         | 7                                  |                                    |                                    | 7 février 2016 - 15 h 57 UTC+10:00 | 7 février 2016 - 15 h 57 UTC+10:00 |   |  | 7 février 2016 - 19 h 04 UTC+10:00 | 7 février 2016 - 19 h 04 UTC+10:00 |
|  | États-Unis                         | 7                                  | Nouvelle-Zélande                   | 14                                 |                                    |                                    |   |  | 7 février 2016 - 19 h 04 UTC+10:00 | 7 février 2016 - 19 h 04 UTC+10:00 |
|  | 7 février 2016 - 11 h 57 UTC+10:00 |                                    | Nouvelle-Zélande                   | 14                                 |                                    |                                    |   |  | 7 février 2016 - 19 h 04 UTC+10:00 | 7 février 2016 - 19 h 04 UTC+10:00 |
|  |                                    | Fidji                              | 12                                 |                                    |                                    |                                    |   |  | 7 février 2016 - 19 h 04 UTC+10:00 | 7 février 2016 - 19 h 04 UTC+10:00 |
|  | Fidji                              | Fidji                              | 12                                 | 28                                 |                                    |                                    |   |  | 7 février 2016 - 19 h 04 UTC+10:00 | 7 février 2016 - 19 h 04 UTC+10:00 |
|  | Fidji                              |                                    |                                    | 28                                 |                                    |                                    |   |  | 7 février 2016 - 19 h 04 UTC+10:00 | 7 février 2016 - 19 h 04 UTC+10:00 |
|  | Kenya                              | 12                                 |                                    |                                    |                                    |                                    |   |  | 7 février 2016 - 19 h 04 UTC+10:00 | 7 février 2016 - 19 h 04 UTC+10:00 |
|  | Kenya                              | 12                                 | Nouvelle-Zélande                   | 27                                 |                                    |                                    |   |  |                                    |                                    |
|  | 7 février 2016 - 12 h 19 UTC+10:00 |                                    | Nouvelle-Zélande                   | 27                                 |                                    |                                    |   |  |                                    |                                    |
|  |                                    | Australie                          | 24                                 |                                    |                                    |                                    |   |  |                                    |                                    |
|  | Angleterre                         | Australie                          | 24                                 | 12                                 |                                    |                                    |   |  |                                    |                                    |
|  | Angleterre                         | 7 février 2016 - 16 h 19 UTC+10:00 |                                    | 12                                 |                                    |                                    |   |  |                                    |                                    |
|  | Australie                          | 17                                 |                                    |                                    |                                    |                                    |   |  |                                    |                                    |
|  | Australie                          | 17                                 | Australie                          | 12                                 |                                    |                                    |   |  |                                    |                                    |
|  | 7 février 2016 - 12 h 41 UTC+10:00 | 7 février 2016 - 12 h 41 UTC+10:00 | Australie                          | 12                                 | Match pour la 3e place             | Match pour la 3e place             |   |  |                                    |                                    |
|  | 7 février 2016 - 12 h 41 UTC+10:00 | 7 février 2016 - 12 h 41 UTC+10:00 |                                    | Afrique du Sud                     | Match pour la 3e place             | Match pour la 3e place             | 7 |  |                                    |                                    |
|  | Afrique du Sud                     | 26                                 | 7 février 2016 - 18 h 35 UTC+10:00 | 7 février 2016 - 18 h 35 UTC+10:00 |                                    |                                    | 7 |  |                                    |                                    |
|  | Afrique du Sud                     | 26                                 | 7 février 2016 - 18 h 35 UTC+10:00 | 7 février 2016 - 18 h 35 UTC+10:00 |                                    |                                    |   |  |                                    |                                    |
|  | Argentine                          | 0                                  |                                    | Fidji                              | 26                                 |                                    |   |  |                                    |                                    |
|  | Argentine                          | 0                                  |                                    | Fidji                              | 26                                 |                                    |   |  |                                    |                                    |
|  |                                    |                                    |                                    |                                    |                                    |                                    |   |  | Afrique du Sud                     | 12                                 |
|  |                                    |                                    |                                    |                                    |                                    |                                    |   |  | Afrique du Sud                     | 12                                 |

#### Bowl
|  | Quarts de finale                   | Quarts de finale                   |          |    | Demi-finales                       | Demi-finales                       |  |  | Finale                             | Finale                             |
|  | Quarts de finale                   | Quarts de finale                   |          |    | Demi-finales                       | Demi-finales                       |  |  | Finale                             | Finale                             |
|  |                                    |                                    |          |    |                                    |                                    |  |  |                                    |                                    |
|  | 7 février 2016 - 9 h 45 UTC+10:00  | 7 février 2016 - 9 h 45 UTC+10:00  |          |    | 7 février 2016 - 14 h 02 UTC+10:00 | 7 février 2016 - 14 h 02 UTC+10:00 |  |  | 7 février 2016 - 17 h 39 UTC+10:00 | 7 février 2016 - 17 h 39 UTC+10:00 |
|  | 7 février 2016 - 9 h 45 UTC+10:00  | 7 février 2016 - 9 h 45 UTC+10:00  |          |    | 7 février 2016 - 14 h 02 UTC+10:00 | 7 février 2016 - 14 h 02 UTC+10:00 |  |  | 7 février 2016 - 17 h 39 UTC+10:00 | 7 février 2016 - 17 h 39 UTC+10:00 |
|  | Portugal                           | 31                                 |          |    | 7 février 2016 - 14 h 02 UTC+10:00 | 7 février 2016 - 14 h 02 UTC+10:00 |  |  | 7 février 2016 - 17 h 39 UTC+10:00 | 7 février 2016 - 17 h 39 UTC+10:00 |
|  | Portugal                           | 31                                 |          |    | 7 février 2016 - 14 h 02 UTC+10:00 | 7 février 2016 - 14 h 02 UTC+10:00 |  |  | 7 février 2016 - 17 h 39 UTC+10:00 | 7 février 2016 - 17 h 39 UTC+10:00 |
|  | Japon                              | 17                                 |          |    | 7 février 2016 - 14 h 02 UTC+10:00 | 7 février 2016 - 14 h 02 UTC+10:00 |  |  | 7 février 2016 - 17 h 39 UTC+10:00 | 7 février 2016 - 17 h 39 UTC+10:00 |
|  | Japon                              | 17                                 | Portugal | 10 |                                    |                                    |  |  | 7 février 2016 - 17 h 39 UTC+10:00 | 7 février 2016 - 17 h 39 UTC+10:00 |
|  | 7 février 2016 - 10 h 07 UTC+10:00 |                                    | Portugal | 10 |                                    |                                    |  |  | 7 février 2016 - 17 h 39 UTC+10:00 | 7 février 2016 - 17 h 39 UTC+10:00 |
|  |                                    | Samoa                              | 14       |    |                                    |                                    |  |  | 7 février 2016 - 17 h 39 UTC+10:00 | 7 février 2016 - 17 h 39 UTC+10:00 |
|  | Samoa                              | Samoa                              | 14       | 28 |                                    |                                    |  |  | 7 février 2016 - 17 h 39 UTC+10:00 | 7 février 2016 - 17 h 39 UTC+10:00 |
|  | Samoa                              |                                    |          | 28 |                                    |                                    |  |  | 7 février 2016 - 17 h 39 UTC+10:00 | 7 février 2016 - 17 h 39 UTC+10:00 |
|  | Russie                             | 24                                 |          |    |                                    |                                    |  |  | 7 février 2016 - 17 h 39 UTC+10:00 | 7 février 2016 - 17 h 39 UTC+10:00 |
|  | Russie                             | 24                                 | Samoa    | 12 |                                    |                                    |  |  |                                    |                                    |
|  | 7 février 2016 - 10 h 29 UTC+10:00 |                                    | Samoa    | 12 |                                    |                                    |  |  |                                    |                                    |
|  |                                    | Canada                             | 17       |    |                                    |                                    |  |  |                                    |                                    |
|  | Pays de Galles                     | Canada                             | 17       | 21 |                                    |                                    |  |  |                                    |                                    |
|  | Pays de Galles                     | 7 février 2016 - 14 h 24 UTC+10:00 |          | 21 |                                    |                                    |  |  |                                    |                                    |
|  | Canada                             | 32                                 |          |    |                                    |                                    |  |  |                                    |                                    |
|  | Canada                             | 32                                 | Canada   | 35 |                                    |                                    |  |  |                                    |                                    |
|  | 7 février 2016 - 10 h 51 UTC+10:00 |                                    | Canada   | 35 |                                    |                                    |  |  |                                    |                                    |
|  |                                    | Écosse                             | 12       |    |                                    |                                    |  |  |                                    |                                    |
|  | Écosse                             | Écosse                             | 12       | 22 |                                    |                                    |  |  |                                    |                                    |
|  | Écosse                             |                                    |          | 22 |                                    |                                    |  |  |                                    |                                    |
|  | France                             | 19                                 |          |    |                                    |                                    |  |  |                                    |                                    |
|  | France                             | 19                                 |          |    |                                    |                                    |  |  |                                    |                                    |

### Matchs de classement

#### Plate
|  | Demi-finales                       | Demi-finales                       |       |    | Finale                             | Finale                             |
|  | Demi-finales                       | Demi-finales                       |       |    | Finale                             | Finale                             |
|  |                                    |                                    |       |    |                                    |                                    |
|  | 7 février 2016 - 13 h 18 UTC+10:00 | 7 février 2016 - 13 h 18 UTC+10:00 |       |    | 7 février 2016 - 17 h 11 UTC+10:00 | 7 février 2016 - 17 h 11 UTC+10:00 |
|  | 7 février 2016 - 13 h 18 UTC+10:00 | 7 février 2016 - 13 h 18 UTC+10:00 |       |    | 7 février 2016 - 17 h 11 UTC+10:00 | 7 février 2016 - 17 h 11 UTC+10:00 |
|  | États-Unis                         | 21                                 |       |    | 7 février 2016 - 17 h 11 UTC+10:00 | 7 février 2016 - 17 h 11 UTC+10:00 |
|  | États-Unis                         | 21                                 |       |    | 7 février 2016 - 17 h 11 UTC+10:00 | 7 février 2016 - 17 h 11 UTC+10:00 |
|  | Kenya                              | 24                                 |       |    | 7 février 2016 - 17 h 11 UTC+10:00 | 7 février 2016 - 17 h 11 UTC+10:00 |
|  | Kenya                              | 24                                 | Kenya | 0  |                                    |                                    |
|  | 7 février 2016 - 13 h 40 UTC+10:00 |                                    | Kenya | 0  |                                    |                                    |
|  |                                    | Argentine                          | 24    |    |                                    |                                    |
|  | Angleterre                         | Argentine                          | 24    | 14 |                                    |                                    |
|  | Angleterre                         |                                    |       | 14 |                                    |                                    |
|  | Argentine                          | 19                                 |       |    |                                    |                                    |
|  | Argentine                          | 19                                 |       |    |                                    |                                    |

#### Shield
|  | Demi-finales                       | Demi-finales                       |        |    | Finale                             | Finale                             |
|  | Demi-finales                       | Demi-finales                       |        |    | Finale                             | Finale                             |
|  |                                    |                                    |        |    |                                    |                                    |
|  | 7 février 2016 - 15 h 13 UTC+10:00 | 7 février 2016 - 15 h 13 UTC+10:00 |        |    | 7 février 2016 - 18 h 07 UTC+10:00 | 7 février 2016 - 18 h 07 UTC+10:00 |
|  | 7 février 2016 - 15 h 13 UTC+10:00 | 7 février 2016 - 15 h 13 UTC+10:00 |        |    | 7 février 2016 - 18 h 07 UTC+10:00 | 7 février 2016 - 18 h 07 UTC+10:00 |
|  | Japon                              | 17                                 |        |    | 7 février 2016 - 18 h 07 UTC+10:00 | 7 février 2016 - 18 h 07 UTC+10:00 |
|  | Japon                              | 17                                 |        |    | 7 février 2016 - 18 h 07 UTC+10:00 | 7 février 2016 - 18 h 07 UTC+10:00 |
|  | Russie                             | 24                                 |        |    | 7 février 2016 - 18 h 07 UTC+10:00 | 7 février 2016 - 18 h 07 UTC+10:00 |
|  | Russie                             | 24                                 | Russie | 19 |                                    |                                    |
|  | 7 février 2016 - 15 h 35 UTC+10:00 |                                    | Russie | 19 |                                    |                                    |
|  |                                    | Pays de Galles                     | 26     |    |                                    |                                    |
|  | Pays de Galles                     | Pays de Galles                     | 26     | 22 |                                    |                                    |
|  | Pays de Galles                     |                                    |        | 22 |                                    |                                    |
|  | France                             | 5                                  |        |    |                                    |                                    |
|  | France                             | 5                                  |        |    |                                    |                                    |

## Bilan
Statistiques sportives 
- 5 joueurs terminent meilleurs marqueurs d'essai du tournoi avec 7 essais : 
Nathan Hirayama ( Canada) 
Oscar Ayodi ( Kenya) 
Rieko Ioane ( Nouvelle-Zélande) 
Savenaca Rawaca ( Fidji) 
Seabelo Senatla ( Afrique du Sud)
- Meilleur réalisateur du tournoi : Nathan Hirayama ( Canada) (55 points)

Affluences